# Dryopteris apiciflora
Dryopteris apiciflora är en träjonväxtart som först beskrevs av Nathaniel Wallich och Georg Heinrich Mettenius, och fick sitt nu gällande namn av O. Kze. Dryopteris apiciflora ingår i släktet Dryopteris och familjen Dryopteridaceae. Inga underarter finns listade.